# توكماك
توكماك هي مدينة تقع في زاباروجيا أوبلاست جنوب وسط أوكرانيا، في 2021 بلغ عدد سكان المدينة حوالي 30،132 نسمة.